# Пономарёв, Юрий Яковлевич
Юрий Яковлевич Пономарёв (1929—1967) — советский футболист, полузащитник.
В 1945 году в Москве окончил 8 классов. В 1945—1946 годах работал шофёром. С 1946 играл в футбол в ленинградских командах «Электросила» (1946—1947), «Судостроитель» (1947), «Зенит» (1949—1953), «Трудовые резервы» (1954—1955).
В 1948—1949 играл за команду по хоккею с мячом «Спартак» Ленинградская область.
Работал на «Ленфильме». Скончался от туберкулёза.